# Almirantíssimo
Almirantíssimo,  é uma patente informal para a designação a mais alta patente de oficial general de força naval. Não corresponde a nenhuma patente em particular, o superlativo é derivado da palavra Almirante, e provavelmente foi criada pelos italianos.

## No Brasil
Para comandar a recém-criada Armada Imperial Brasileira foi escolhido o experiente Lorde Thomas Alexander Cochrane, britânico de nascimento, nomeado em 21 de março de 1823 para o cargo de Primeiro-Almirante, posto que pode ser comparável a patente de Almirantíssimo. Cochrane, após ter libertado um terço do território brasileiro, recebeu do imperador D. Pedro I em pessoa a condecoração da Ordem do Cruzeiro do Sul e o título nobiliárquico de marquês do Maranhão.

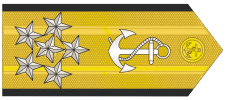
II Insignia de Generalíssimo de Terra e Mar utilizada por Deodoro da Fonseca.

Em 4 de março de 1891, em resposta a criação da patente de Generalíssimo de Terra e Mar, pelo Presidente Deodoro da Fonseca, o jornal Diário Oficial publica a nomeação do Vice-Almirante Eduardo Wandenkolk na qual afirma: É um cargo novo, que não existe na força armada, e que naturalmente ha de ser muito bem remunerado; mas para tão alto e sympathico personagem nada é demais. Si temos um generalíssimo, por que não haverá também um almirantíssimo? [sic]. Posteriormente alcançou o posto de Almirante, foi ministro da Marinha e nomeado Chefe do Estado-Maior da Marinha do Brasil, em 1900.

## Lista de oficiais generais de forças navais referidos comoAlmirantíssimo
- Barba Ruiva - Almirante turco do século XV/XVI.[5]
- Vasco da Gama - Almirante-Mor dos Mares da Arábia, Pérsia, Índia e todos os Orientes, podendo ser comparável a patente de Almirantíssimo .
- Albrecht von Wallenstein - Almirante do mar Báltico.
- Lorde Thomas Cochrane, 10º Conde de Dundonald e 1º Marquês do Maranhão - Primeiro-Almirante da Armada Nacional e Imperial, patente criada por Dom Pedro I pelo Decreto Imperial de 21 de março de 1823, podendo ser comparável a patente de Almirantíssimo.[6]
- John Jellicoe, 1.º Conde Jellicoe - Almirante britânico da Grande Frota.[7]
- Lorde Charles Beresford - Almirante britânico do século XIX e XX.[8]
- Augustin Boué de Lapeyrère - Comandante em chefe das forças mediterrâneas da França.
- George Dewey - Almirante da Marinha, patente criada pelo Congresso dos Estados Unidos em 2 de março de 1899, podendo ser comparável a patente de Almirantíssimo.[9]